# Komponistinnen
Komponistinnen ist ein Dokumentarfilm von Tim van Beveren und Kyra Steckeweh aus dem Jahr 2018, der die Geschichte von vier Musikerinnen des 19. Jahrhunderts thematisiert.

## Handlung
Der Film beleuchtet die historischen und persönlichen Umstände, unter denen vier Frauen im 19. und frühen 20. Jahrhundert ihre Werke geschaffen haben. Der Berliner Filmemacher Tim van Beveren begleitet die Pianistin Kyra Steckeweh mit der Kamera auf ihrer Spurensuche nach Frankreich, Italien, Polen und Deutschland zu den Lebens- und Wirkungsstätten von Fanny Hensel, Emilie Mayer, Mel Bonis und Lili Boulanger. Die zuvor unveröffentlichte Klaviersonate d-Moll von Emilie Mayer erlebte in der Ersteinspielung von Steckeweh im Film nach knapp 150 Jahren ihre Welturaufführung.

## Produktion
Komponistinnen wurde von der Berliner Produktionsfirma tvbmedia productions ausschließlich mit privaten Mitteln und durch ein erfolgreiches Crowdfunding finanziert und umgesetzt.

## Kritik
Der Film wurde von den Medien überwiegend positiv aufgenommen. Gelobt wurde vor allem das „leidenschaftliche Engagement“, mit dem die Leben der weitgehend unbekannten Komponistinnen beleuchtet werden.
Die Süddeutsche Zeitung bezeichnete den Film als ein „Zeichen der Gleichberechtigung, wenn auch als Retrospektive.“

## Geplante Fortsetzung
Durch ein zweites Crowdfunding bereits teilweise finanziert, haben die Filmemacher 2019 die Dreharbeiten zu weiteren Porträts über die Komponistinnen Sophia Maria Westenholz, Ethel Smyth und Dora Pejačević begonnen.

## Sonstiges
Im Zuge der Dreharbeiten konnte das bisher als verschollen geltende Grab der Komponistin Emilie Mayer auf dem Berliner Dreifaltigkeitsfriedhof wiederentdeckt werden.
Einzelporträts der Komponistinnen werden seit März 2020 unter Creative Commons (CC BY-NC-ND) in der Reihe Komponistinnen für alle kostenfrei im Internet zur Verfügung gestellt. Als erster Film dieser Reihe wurde das Filmporträt über Fanny Hensel am 27. März 2020 online gestellt. Im Mai 2020 wurde der zweite Teil der Reihe, ein Filmporträt über Lili Boulanger, veröffentlicht. Die Filmemacher „verstehen die Musik und die außergewöhnlichen Biografien dieser Frauen als Gemeingut, als Teil unseres kulturellen Erbes“ und möchten es deshalb für alle, auch zum Einsatz in der Lehre an Schulen, Musikhochschulen und Akademien, sichtbar und hörbar machen.

## Auszeichnungen
- 2020: Opus Klassik in der Kategorie Audiovisuelle Produktion[7]
- 2019: Best Feature Documentary, 10th World Music and Independent Film Festival[8]
- 2019: Best Feature Documentary, New York Movie Awards[9]
- 2018: Best Documentary made by or about Women, Alive International Documentary Film Festival[10]